# Ґрунтознавство
Ґрунтозна́вство — наука про ґрунт, його склад, властивості, походження, розвиток, географічне поширення, раціональне використання.
Ґрунтознавство належить до природничих наук.
Об'єктом вивчення ґрунтознавства є ґрунти як природно-історичні тіла та ґрунтовий покрив, який утворює педосферу.  Вивчає ґрунт як природне тіло, засіб виробництва і предмет праці.
Ґрунтознавство займається вивченням генезису, еволюції, біопродуктивності, класифікації, географії та екології ґрунтів; особливостями властивостей ґрунтів у різних гео- та екосистемах, розробляє теорію ґрунтоутворення та формування ґрунтової родючості.
Ґрунтознавство почало розвиватися в XVIII ст. і сформувалося як наука в ХІХ ст.

## Розділи

### Фундаментальне або загальне ґрунтознавство
- Педогностика — збірна група розділів ґрунтознавства, які вивчають речовинний склад, будову і властивості ґрунтів.
  - Морфологія ґрунтів
  - Фізика ґрунтів
  - Хімія ґрунтів
  - Мікробіологія ґрунту[en]
  - Мінералогія ґрунтів
  - Біологія ґрунтів
  - Енергетика ґрунтів
- Педографія — збірна група розділів ґрунтознавства, які вивчають просторове поширення і природне різноманіття ґрунтів на земній поверхні у зв'язку із загальною географією природного середовища.
  - Географія ґрунтів
  - Картографія ґрунтів
  - Систематика ґрунтів — це вчення про різноманітність усіх існуючих на Землі ґрунтів, завдання якого вирішують номенклатура ґрунтів, таксономія ґрунтів і діагностика ґрунтів.
  - Екологія ґрунтів
  - Оцінка ґрунтів
  - Ґрунтова інформатика
- Історичне ґрунтознавство — група розділів ґрунтознавства, які вивчають генезис (походження, розвиток) і еволюцію ґрунтів в контексті загальної історії розвитку земної поверхні.
  - Генетика ґрунтів
  - Палеоґрунтознавство
- Динамічне ґрунтознавство — група розділів ґрунтознавства, предметом яких є дослідження процесів ґрунтоутворення і сучасних ґрунтових режимів.
  - Вчення про родючість ґрунтів
  - Меліорація ґрунтів
  - Технологія ґрунтів
  - Ерозієзнавство
  - Охорона ґрунтів
- Регіональне ґрунтознавство — розділ, предметом якого є вивчення особливостей ґрунтів і ґрунтового покриву великих регіонів (природних або адміністративних) Землі.
- Історія і методологія ґрунтознавства

### Прикладне ґрунтознавство
Прикладне ґрунтознавство диференціюється залежно від галузі використання ґрунтів в господарській діяльності людини.
- Агроґрунтознавство
- Меліоративне ґрунтознавство
- Лісове ґрунтознавство
- Санітарне ґрунтознавство
- Інженерне ґрунтознавство
- Екологічне ґрунтознавство

## Напрямки досліджень
Основні напрямки досліджень:
- Теоретичні проблеми генезису, географії ґрунтів, їх класифікації, діагностики і номенклатури.
- Науково-методичні проблеми розвитку ґрунтотворного процесу в природних, культурних і техногенних екосистемах.
- Теоретичні проблеми картографії ґрунтів, вивчення структури ґрунтового покриву, ґрунтово-географічне та природно-сільськогосподарське районування України, типологія земель.
- Теоретичні основи формування ґрунтового покриву, морфологічних ознак, хімічного складу, фізичних, хімічних і біологічних властивостей ґрунтів. Енергетика й режими ґрунтоутворення. Регулювання трансформації та міграції органічних і мінеральних компонентів ґрунту в природних, сільськогосподарських і техногенних ландшафтах.
- Розроблення теоретичних і науково-методичних основ хімії, фізики, географії, гідрології, мінералогії, біології ґрунтів, використання їх методів для розв'язання завдань генезису, діагностики, класифікації ґрунтів.
- Продуктивність різних блоків природних і антропогенних екосистем, роль первинної та вторинної біомаси та мікробіому у процесах гумусоутворення й живлення рослин. Біологічний кругообіг речовин у системі «ґрунт-рослина». Біологічна активність ґрунтів.
- Теоретичні основи мінливості ґрунтів у просторі й часі, сучасне ґрунтознавство, еволюція ґрунтів, палеоґрунтознавство.
- Порівняльно-географічні, фізичні, хімічні, біологічні та математичні методи вивчення ґрунтів і ґрунтового покриву.
- Загальнотеоретичні проблеми аридизації, опустелювання, вторинного засолення, заболочування ґрунтів і розроблення методів охорони ґрунтового покриву.

Провідним науково-методичним центром України, який очолює і координує науково-дослідні роботи з проблем ґрунтознавства, агрохімії та охорони ґрунтів, є Національний науковий центр ННЦ “Інститут ґрунтознавства та агрохімії імені О.Н.Соколовського”. Ведення державного моніторингу ґрунтів забезпечує Державний науково-технологічний центр охорони родючості ґрунтів "Центрдержродючість".

## Історія
- Наукове вивчення ґрунтів почалося наприкінці 18 ст. На рубежі 18 і 19 століть у Німеччині з'явилася гумусова теорія живлення рослин, яку запропонував А. Теер[de] та яка посприяла дослідженням перегною. У 40-х рр. 19 ст її змінила теорія мінерального живлення рослин Ю. Лібіха, що сприяла розширенню хімічних досліджень ґрунту і виникненню агрогеологічного напряму в ґрунтознавстві. Цей напрям (представлений німецькими вченими Ф. Фаллу[de], Ф. Ріхтгофен і іншими наприкінці 19 ст.) розглядав ґрунт лише як геологічне утворення, продукт вивітрювання, незважаючи на біологічні процеси в ньому. Тому ця теорія не могла дати правильного уявлення про ґрунт, хоча в розробці окремих питань ґрунтознавства (вивчення мінералогічного, хімічного та гранулометричного складу) були досягнуті певні успіхи.
- Генетичне ґрунтознавство було створене в Росії в 2-ій половині 19 ст. Датою виникнення його вважається 1883 — рік публікації В. В. Докучаєвим монографії «Руський чорнозем», в якій сформульовано основне положення його теорії: ґрунт — самостійне природне мінерально-органічне тіло, що утворилося з поверхневих шарів гірської породи (від якої воно якісно відрізняється) в результаті дії на них живих організмів (в тому числі мікроорганізмів) у певних кліматичних умовах. Невід'ємна властивість ґрунту — родючість. Докучаєв висунув і обґрунтував уявлення про чинники ґрунтотворення — материнську гірську породу, клімат, рослинність, рельєф, вік країни (згодом до них була приєднана господарська діяльність людини та ін.) і показав необхідність вивчення ґрунту з точки зору його походження, у тісному зв'язку з навколишніми умовами — географічний напрям у ґрунтознавстві. Однак біля витоків вчення про ґрунти, які передували В. В. Докучаєву, стояли професори харківського університету Н. Д. Борисяк та І. Ф. Леваковський. У праці «Про чорнозем», яка була опублікована 1851 року, Н. Д. Борисяк вперше подає науково обґрунтовану профільно-морфологічну, мінералогічну, хімічну, географічну і агрономічну характеристику чорноземів. Роботи Н. Д. Борисяка і І. Ф. Леваковського слугували фундаментом для досліджень чорнозему В. В. Докучаєвим.
- П. А. Костичев — сучасник В. Докучаєва — розвивав агрономічний напрям у ґрунтознавстві(досліджував питання взаємовідношення ґрунту і рослинності та ґрунтову родючість), який надалі продовжив Р. Вільямс.

### Книги
- Назаренко І. І., Польчина С. М. Нікорич В. А. Ґрунтознавство. Методологія і методи дослідження ґрунту
- Ґрунтознавство з основами агрохімії та геоботаніки / В. В. Снітинський, В. Ф. Якобенчук: навч. посібн. — Вид. 2-ге, [перероб. та доп.]. — Львів: Аверс, 2006. — 312 с.
- Позняк С. П. Ґрунтознавство і географія ґрунтів: підручник. У двох частинах. — Львів: Видавничий центр ЛНУ імені Івана Франка, 2010. — 270 і 286 с.
- Генезис, географія і екологія грунтів / ред.: С. П. Позняк. — Л., 1998. — 403 с. — (Вісн. Львів. ун-ту. Сер. геогр.; Вип. 23). — укр. — рус.
- Грунтознавство і географія грунтів: Тексти лекцій. Ч. 1 / П. В. Климович; Львів. нац. ун-т ім. І.Франка. — Л., 2000 . — 178 c. — Бібліогр.: 9 назв.
- Грунтознавство: навч. посібник / Р. М. Панас. — Л. : Новий Світ-2000, 2008. — 371 с. — (Вища освіта в Україні). — Бібліогр.: с. 368—371. — ISBN 966-7827-69-0
- Біопродуктивність ґрунтів: навч. посіб. / Г. С. Іванюк ; М-во освіти і науки України, Львів. нац. ун-т ім. І. Франка. - Львів : ЛНУ ім. І. Франка, 2009. - 350 с.: іл. - Термінол. слов. - Предм. покажч. - Авт. покажч. - Додатки. - ISBN 978-966-613-717-6
- Грунтознавство: навчальний посібник / Панас Р. М. – Львів: Новий світ - 2000, 2018.– 372 с.
- Екологічна якість ґрунту: навч. посіб. / З. Г. Гамкало; М-во освіти і науки України, Львів. нац. ун-т ім. І. Франка. - Львів : ЛНУ ім. І. Франка, 2009. - 412 с.: іл. - ISBN 978-966-613-629-2
- Назаренко І. І., Польчина С. М., Нікорич В. А. Ґрунтознавство : Підручник. — Чернівці: Книги — XXI, 2004. — 400 с.
- Soil-plant-microbe interactions: An innovative approach towards improving soil health and plant growth. (pdf, epub) / Kumar, Upendra; Shelake, Rahul Mahadev; Singh, Rajni, (2023). Frontiers Media SA. ISBN 978-2-8325-1919-6.

### Журнали
- Рослинництво і ґрунтознавство
- Сільськогосподарська мікробіологія
- Soil Biology and Biochemistry
- Plant and Soil
- Soil Science Society of America Journal
- Soil and Tillage Research
- European Journal of Soil Science
- Applied Soil Ecology
- Biology and Fertility of Soils